# Hyla eximia
Hyla eximia és una espècie de granota endèmica de Mèxic. Els seus hàbitats naturals inclouen boscs temperats, estatges montans secs, prades a gran altitud, rius, corrents intermitents d'aigua, pantans, marismes d'aigua dolça i corrents intermitents d'aigua.